# 学校法人甲子園学院
甲子園学院（こうしえんがくいん）とは、兵庫県西宮市瓦林町4-25に本部を置き、大学、短期大学、高等学校、中学校、小学校、幼稚園を運営している学校法人である。創立者は久米長八、理事長は創立者の孫娘久米知子。

## 沿革
- 1941年3月 - 甲子園高等女学校設置認可
- 1954年3月 - 初代理事長・学院長 久米長八死去、久米利男 第二代学院長・校・園長に就任
- 1961年3月 - 久米利男 理事長に就任
- 1987年12月 - 校祖生誕100年記念式典挙行
- 1988年6月 - 学院物故者慰霊塔建立(高野山)
- 1991年3月 - 学院創立50周年
- 1997年1月 - 中高新校舎完成（阪神淡路大震災による建替え）
- 1997年3月 - 短大新実習ハウス完成（同上）
- 2001年11月 - 甲子園学院美術資料館（久米アートミュージアム）開館
- 2001年3月 - 学院創立60周年
- 2002年8月 - 短大新園芸実習場・イネーブルガーデン完成
- 2003年12月 - 幼稚園舎移転
- 2005年2月 - 久米知子 理事長に就任
- 2015年12月 - 第二代理事長久米利男死去

## 運営校
- 甲子園大学（兵庫県宝塚市）
- 甲子園短期大学（兵庫県西宮市）
- 甲子園学院中学校・高等学校（兵庫県西宮市）
- 甲子園学院小学校（兵庫県西宮市）
- 甲子園学院幼稚園（兵庫県西宮市）